# Méprobamate
Le méprobamate, anciennement commercialisé sous le nom Equanil ou Miltown, est un médicament faisant partie de la famille des carbamates primaires, famille dont il a été le plus répandu. Il est toujours utilisé dans une dizaine de pays pour le traitement de l'anxiété ou de l'insomnie sévère, y compris parfois en médecine vétérinaire.

## Historique et utilisation
Introduit sur le marché américain durant les années 1950, il connut un succès fulgurant en tant que remplaçant des médicaments barbituriques, connus pour engendrer des effets secondaires fréquents et une dépendance problématique. Aux États-Unis, il prit largement la place de ces produits dans tous leurs usages hormis la gestion de l'épilepsie, jusqu'à l'arrivée des benzodiazépines.
Il était utilisé en France depuis 1987 pour ses propriétés myorelaxantes (relaxation musculaire) et anxiolytiques, ainsi que pour assister le sevrage alcoolique jusqu'à son retrait du marché en 2012. Il était produit par le groupe Sanofi pour la France, et par Wyeth ou Wallace Laboratories à en Amérique.
Le produit a pendant un certain temps été considéré par le public tant que par les médecins comme un tranquillisant mineur,, en opposition aux barbitals considérés comme sédatifs à part entière, comme en témoignent encore certaines publications récentes,. Cette distinction ne repose pas sur une claire différence en termes d'activité pharmacologique, si ce n'est que la famille des carbamates ne présente pas d'activité anti-glutamate à des doses thérapeutiques (contrairement aux barbitals) ce qui modère la sensation d'ivresse ressentie pour une sédation comparable.

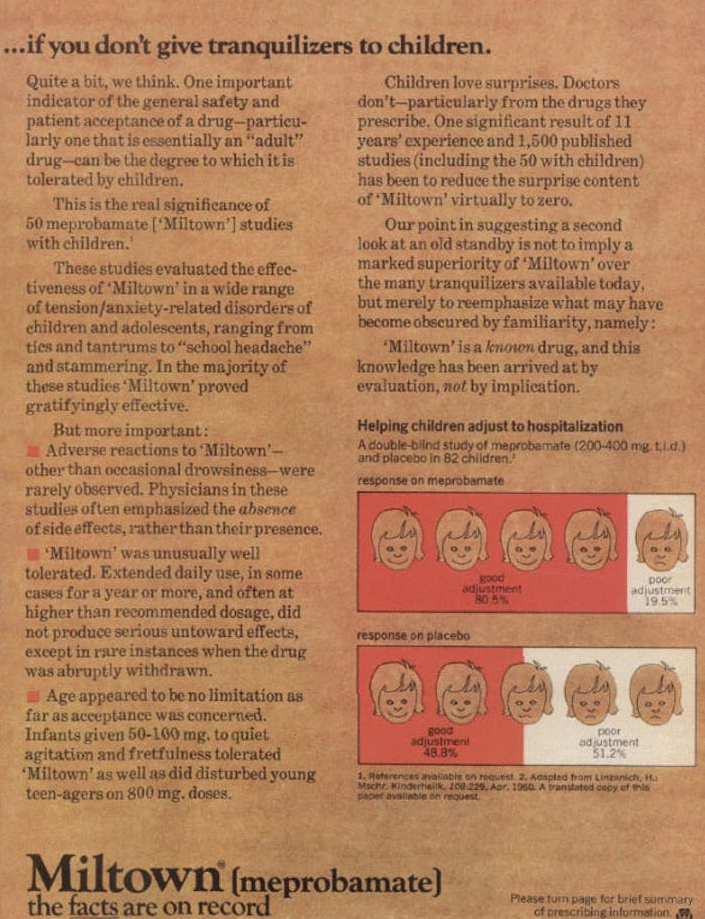
Publicité vantant les mérites du méprobamate comme tranquillisant pour mineurs

Le méprobamate était souvent consommé à hauteur de 400 mg par prise, voire 800 mg si utilisé comme hypnotique,.

## Pharmacologie et pharmacocinétique
L'activité pharmacologique sédative du méprobamate repose en majorité sur la modulation positive des récepteurs GABA-A, de sous-types alpha et beta. De ce fait, il augmente la réaction des récepteurs à leur activation par le GABA naturellement produit (ou par un autre agoniste, comme l'alcool); ceci amplifie l'ouverture du canal ionique du chlore responsable de l'absorption par les neurones cibles de charges électriques négatives. Les neurones en question seront donc moins faciles à exciter par l’absorption d'ions positifs, et auront plus de mal à produire un courant électrique par dépolarisation. Le composé est aussi capable d'activer seul ces récepteurs, il est donc lui-même un agoniste GABA-A à des doses thérapeutiques. Il partage en grande partie cette activité avec son précurseur et analogue carisoprodol,. À titre de comparaison, les benzodiazépines qui ont largement remplacé les carbamates ne sont que des modulateurs positifs de récepteurs GABA-A, et pas des agonistes en tant que tels.
La molécule agit à un rythme intermédiaire avec un pic plasmatique (Tmax) atteint en plus ou moins 2 heures,. Ce tempo d'action rapproche le méprobamate de l'oxazépam qui l'a en partie supplanté. Sa demi-vie d'élimination plutôt courte se situant entre 6 et 17 heures selon les patients lui confère un profil polyvalent, ce qui explique son utilisation à la fois comme anxiolytique et comme hypnotique. Il était d'ailleurs aussi disponible en association avec d'autres hypnotiques anti-histaminiques tels que l'acéprométazine.

## Effets secondaires et risques
Les effets indésirables rencontrés sont en particulier une certaine somnolence diurne, des nausées et une faiblesse musculaire, bien que ces effets ne soient réellement dérangeants que chez une minorité de patients, hormis les cas de dyskinésie chez les personnes âgées.
Son utilisation à long-terme pouvait induire une tolérance, dépendance et syndrome de sevrage non négligeable. Tout comme pour les autres anxiolytiques et hypnotiques, l'apparition ou non d'une dépendance est largement influencée par quantités consommées. Le méprobamate était globalement moins utilisé à des fins récréatives ou détournées que les barbituriques ou la méthaqualone.
Les cas de surdose mortelle de méprobamate sont rares avec une incidence de moins de 5% parmi les personnes hospitalisées pour ce motif. Le risque est cependant supérieur à celui lui de la surdose de benzodiazépines, ce qui explique en partie le retrait du méprobamate du marché européen.
Une utilisation simultanée de méprobamate, de benzodiazépines, d'alcool et/ou de narcotiques augmente fortement les risques encourus et les effets secondaires ressentis.

## Propriétés physico-chimiques
Le méprobamate ne possède pas d'atome de carbone asymétrique car deux des substituants attachés au C3 sont identiques.